# 堡壘街

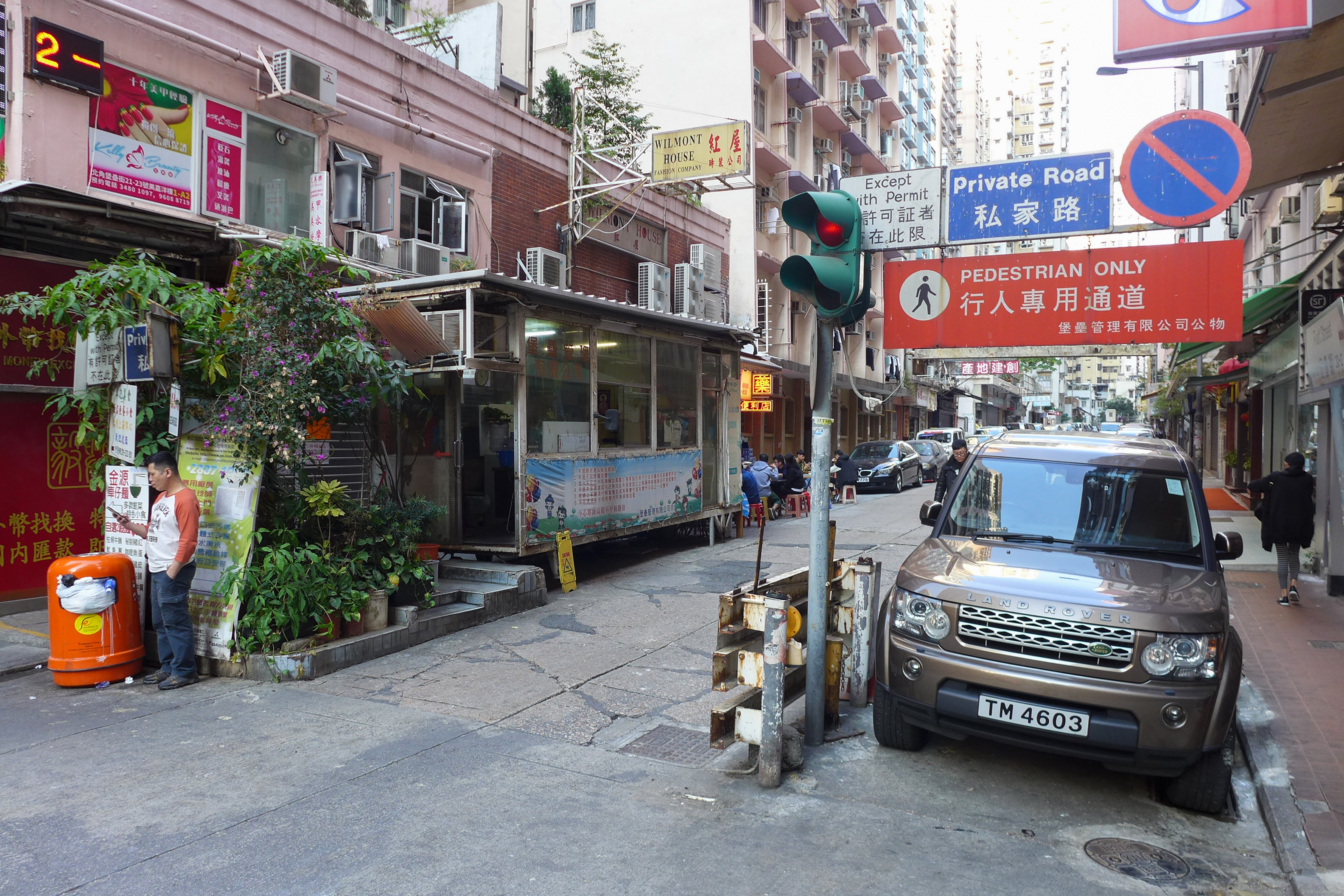
堡壘街東段收費亭

堡壘街（英語：Fort Street），是位於香港島北角東西走向的一條街道，全長不過300米，東段由私人擁有。 它在港鐵北角站西南邊，在北角英皇道以南，及在建華街以北平行，與長康街及北景街垂直十字交架。 此街可以行車，有香港島專線小巴65線總站，大廈停車場、及大廈住宅區，於北景街街角設有私人的收費停車場，向進入停泊的車輛收費。

## 鄰近著名建築物
- 新都城大廈

## 相關
- 炮台山
- 洪連杉——2005年香港區議會補選「堡壘」選區當選議員
- 傅佳琳——2019年香港區議會「堡壘」區議員

## 外部連線
- 堡壘街地圖 （页面存档备份，存于）

22°17′23″N 114°11′51″E / 22.28981°N 114.19738°E